# Richard F. Gordon Jr.

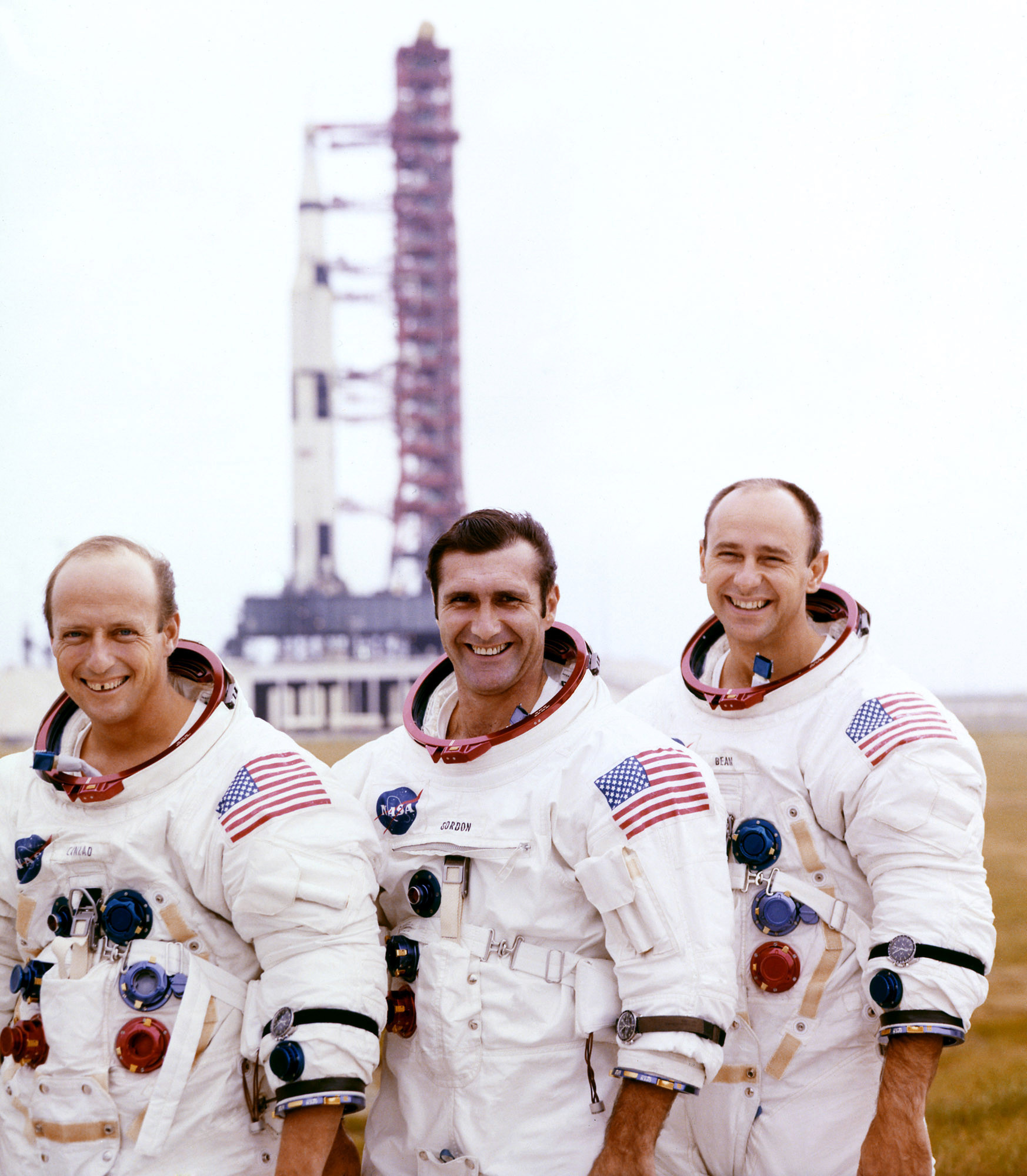
(De izquierda a derecha) Pete Conrad, Dick Gordon y Al Bean posan con el Apolo 12 Saturno V

Richard Francis Gordon Jr. ( Seattle, Washington; 5 de octubre de 1929-San Marcos, California; 6 de noviembre de 2017) fue un capitán de la USN, aviador  y farmacéutico estadounidense, además de piloto de prueba y astronauta de la NASA. Es una de las 24 personas que han volado a la Luna, como piloto del módulo de comando de la misión Apolo 12. Además, voló al espacio en 1966 como piloto en la misión del Gemini 11.

## Biografía

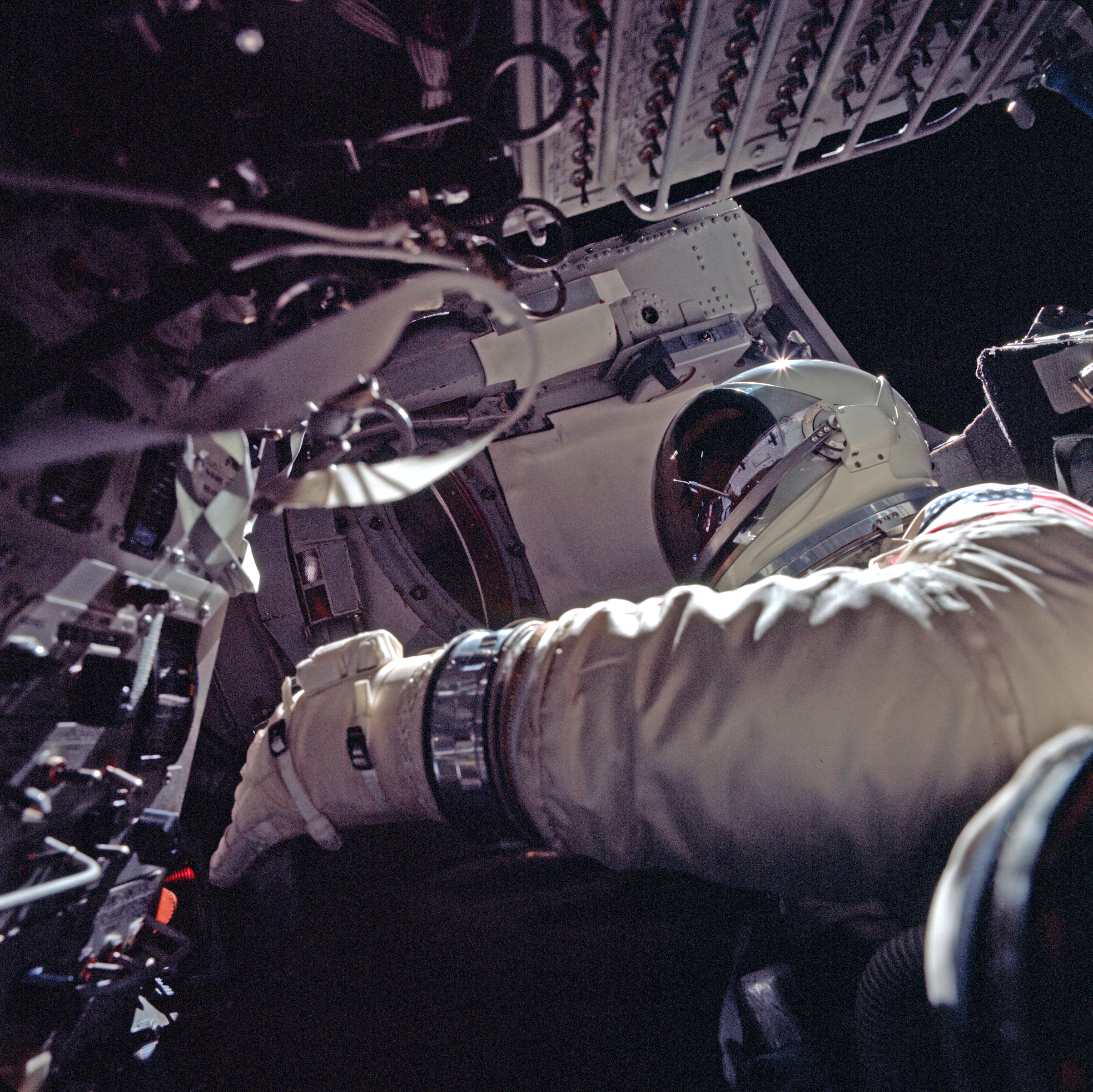
Durante Gemini 11

### Infancia y educación
Fue el primero de cinco hijos de Richard Francis Gordon Sr., maquinista, y de Angela, profesora de primaria. Fue boyscout y ganó el título de estrella scout. En 1947 se graduó en el North Kitsap High School en Poulsbo (Washington), ingresó a la Universidad de Washington, donde obtuvo el grado de Bachelor of Sciencia en Química en 1951.

### Carrera naval
Se unió a la US Navy, y en 1953 recibió  sus alas como aviador naval. Asistió a la escuela All-Weather Flight School, donde recibió formación sobre jet transicional; posteriormente, fue asignado al escuadrón de lucha All-weather en la Naval Air Station en Jacksonville (Florida).